# Агдистис

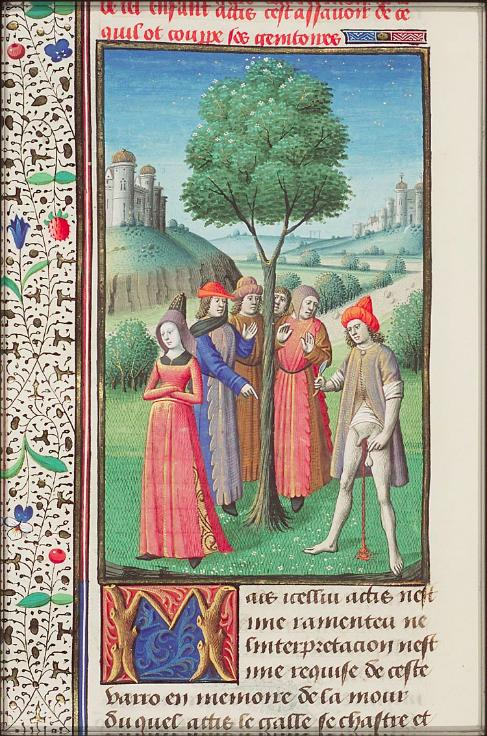

Агдистис (др.-греч. Ἄγδιστις) — персонаж древнегреческой мифологии. Первоначально в мифологии Малой Азии божество, демон-гермафродит.  

## Мифология
Фригийский миф в изложении Арнобия рассказывает, что заснувший Зевс уронил семя на землю, и родилось божество с двойными половыми органами. Разрушительная мощь Агдистиса не устраивала богов. По общему решению Дионис заполнил источник крепким вином и чудовище, выпив из него, забылось глубоким сном. Тогда Дионис привязал прочной веревкой его детородный орган к его же собственной ноге и, когда Агдистис проснулся, то резким движением сам себя оскопил.
Из его крови, упавшей на землю, выросло миндальное дерево, дочь реки Сангария сорвала его плод и положила к себе на грудь, забеременела и родила Аттиса.
Со временем он превратился в юношу неземной красоты и Агдистис, который стал женщиной, влюбился в него. Царь Мидас назначил Аттиса в мужья своей дочери. На свадьбе неожиданно появилась Агдистис и наслала на всех безумие. Пораженный этим безумием Аттис сам себя кастрировал ножом и умер. Агдистис, раскаявшись в своей ревности, стала просить Зевса вернуть жизнь ее любимого, но это оказалось невозможным. Тогда Агдистис похоронила тело Аттиса в Пессинунте и учредила в честь него ежегодный праздник. Позже она превратилась в Великую мать богов Кибелу.